# Majsan (transporter opancerzony)
Majsan – chorwacki transporter opancerzony z okresu wojny o niepodległość Chorwacji.

## Historia
Podczas wojny w Chorwacji w latach 1991–1995 stosunkowo dużą rolę odegrały improwizowane pojazdy pancerne, których zbudowano około dwudziestu, a także reprezentowane znacznie liczniej pojazdy opancerzone częściowo lub tylko uzbrojone, ale już nie opancerzone. W sierpniu 1991 zbudowano m.in. transporter opancerzony Majsan, który wyprodukowała stocznia Inkobrod na Korčuli, która działała do 1997 i potem zbankrutowała. Po ukończeniu budowy transporter przewieziono promem MF Liburnija do Dubrownika, gdzie został obsadzony przez lokalną policję. Wóz nie posiadał własnego uzbrojenia i wykorzystywano go jako nocny transporter podczas walk z siłami federalnymi na trasie Dubrownik - Mokošica silnie ostrzeliwanej z okolicznych wzgórz. Przewoził zaopatrzenie na linię frontu i ewakuował rannych. Mimo licznych awarii nie był wyłączony z akcji, mimo że kilkakrotnie wracał częściowo na felgach. Po zakończeniu działań wojennych porzucono go w gminie Konavle. W 2009 przewieziono go do Dubrownika i ustawiono w parku przy porcie Gruž razem z szybką łodzią motorową Sveti Vlaho (Święty Błażej) wykorzystywaną w czasie blokady Dubrownika.

## Dane techniczne
Pojazd był osadzony na podwoziu słoweńskiej ciężarówki TAM 260 T 26 z wysokoprężnym silnikiem TAM F8 L413F o mocy 240 KM. Podwozie to było przystosowane do zabudowy o masie do 26 ton, co umożliwiło stworzenie silnego pancerza. Chorwacja, nie dysponując stalą pancerną, a jedynie okrętową, musiała stosować rozwiązania zastępcze, tzw. sandwich. W tym wypadku zastosowano warstwę stalową o grubości 6 mm (zewnętrzną) i wewnętrzną o grubości 8 mm, a pomiędzy nie wtłoczono warstwę betonu o grubości 10–50 mm. Nazwę wywiedziono od bezludnej wyspy Majsan, która leży między Korčulą, a półwyspem Pelješac.

## Galeria

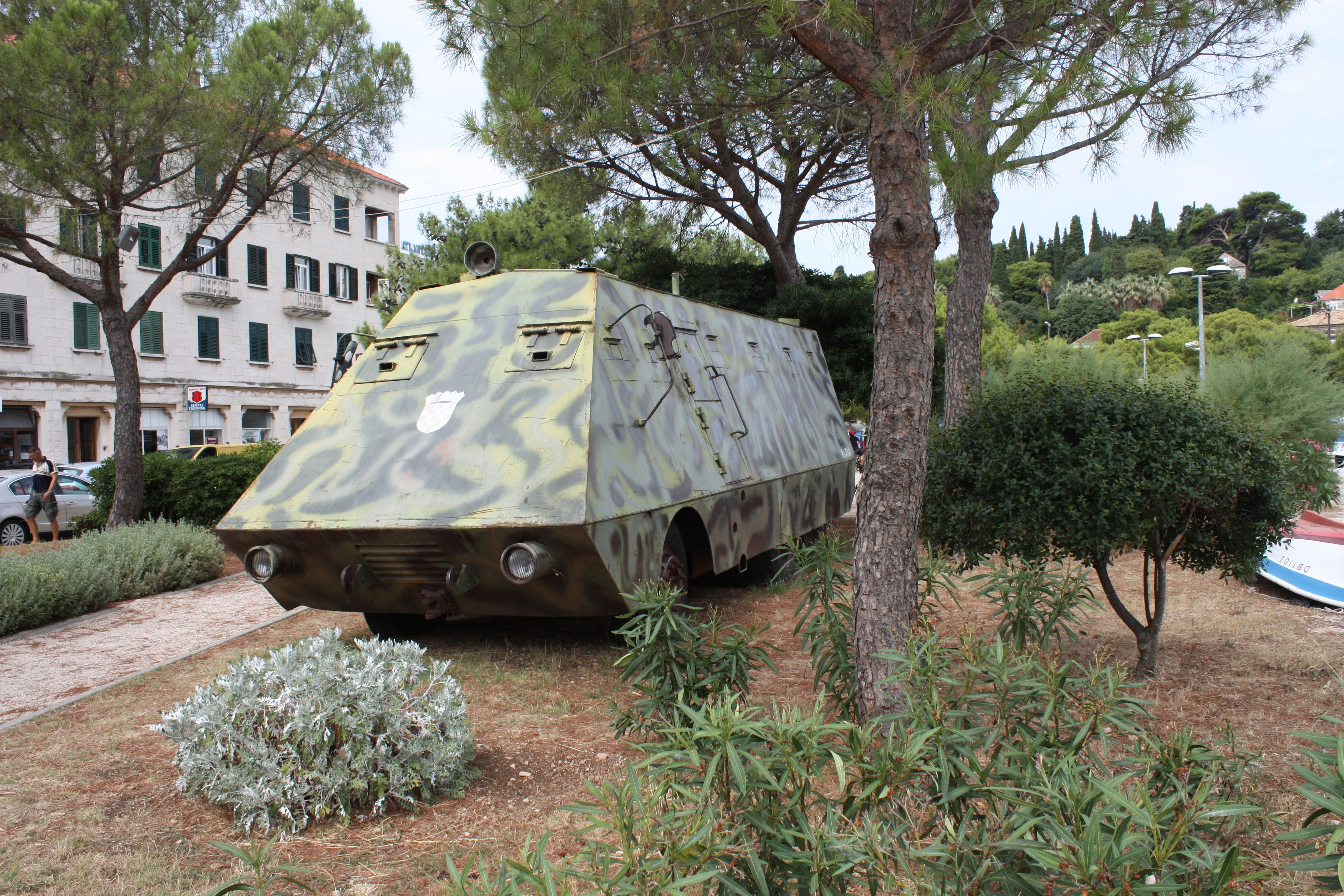
Widok ogólny
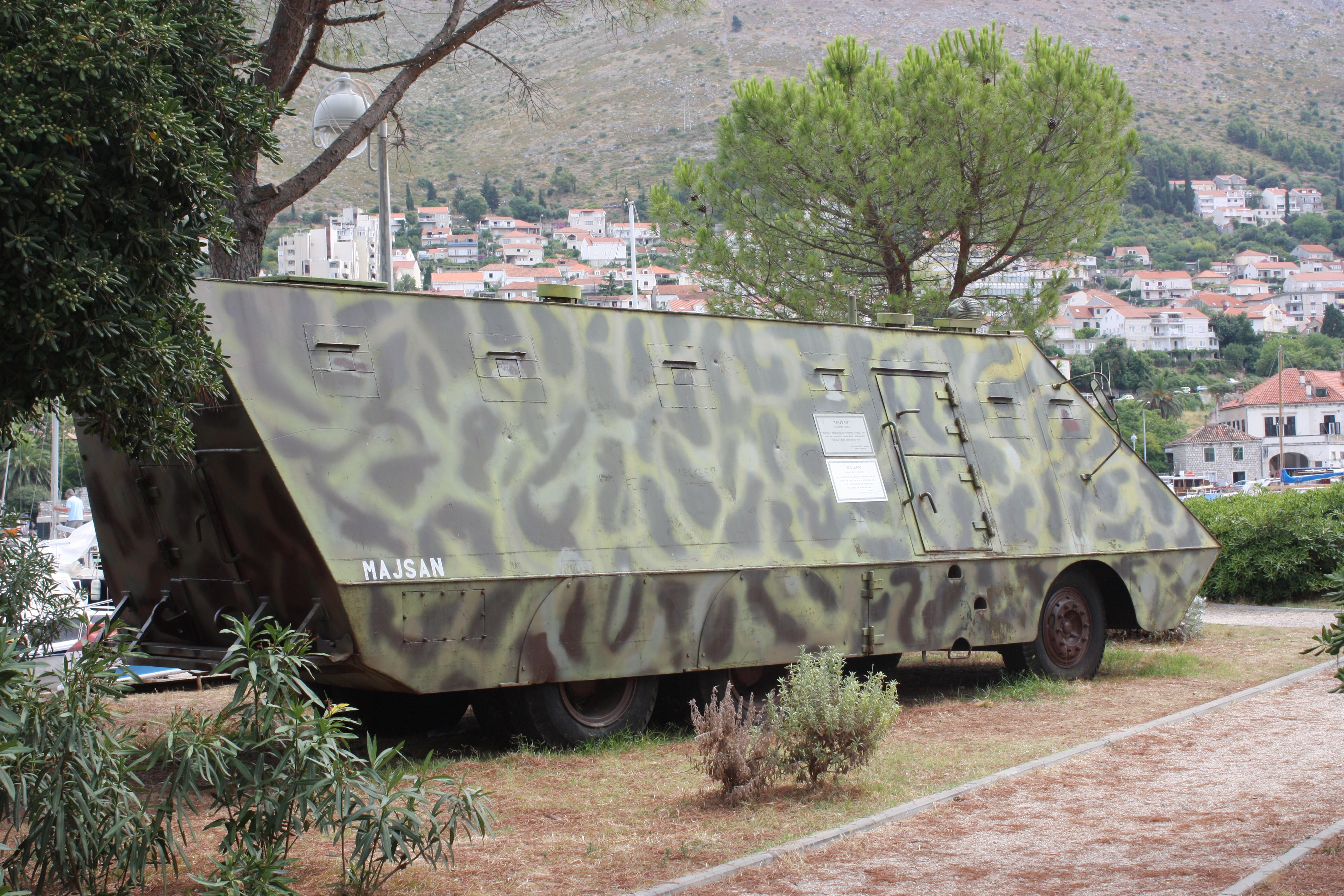
Widok od tyłu